# Gedrechter
Der Gedrechter ist ein 2217 Meter hoher Berg in den Tuxer Alpen, der zum westlichen Talhang des Zillertales gehört. Er liegt etwa fünf Kilometer westlich von Aschau und gilt aufgrund seiner exponierten Lage als Aussichtsberg.
Die Berghänge des Gedrechter bilden während der Wintersaison den nordöstlichsten Teil des Schigebietes Hochfügen-Hochzillertal. In den Sommermonaten wird der Berg von mehreren bezeichneten Wanderwegen erschlossen. Von der an der Zillertaler Höhenstraße in 1723 Metern Höhe gelegenen Kaltenbacher Schihütte aus kann der Gipfel des Gedrechter in ca. eineinhalb Stunden Gehzeit erreicht werden.